# Central Pacific Hurricane Center

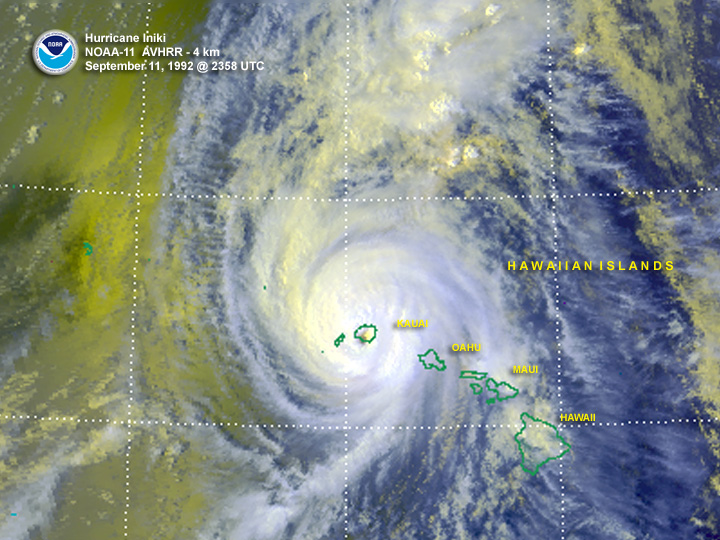
Op 11 september, 1992, veroorzaakte orkaan Iniki (vierde categorie) meer dan USD $3 miljard schade in Hawaï.

Het Central Pacific Hurricane Center is een onderdeel van het Amerikaanse National Weather Service en legt zich toe op het analyseren van, voorspellen van en waarschuwen voor tropische cyclonen in het bekken van de centrale Grote Oceaan. Het bekken van de centrale Grote Oceaan beslaat het gebied noordelijk van de evenaar, tussen de lengtegraad 140° westerlengte aan de oostzijde en de datumgrens aan de westzijde en houdt seizoen van 1 juni tot 30 november. Het Central Pacific Hurricane Center geeft dan ook tropische-stormwaarschuwingen, -observaties, orkaanwaarschuwingen en orkaanobservaties uit, als daartoe aanleiding is. Deze worden door het CPHC uitgegeven voor alle tropische cyclonen, die zich in het bekken vormen, of dit bekken vanuit andere bekkens binnentreden. Het Central Pacific Hurricane Center is gevestigd te Honolulu en ondergebracht in het Honolulu Forecast Office van het National Weather Service op de campus van de Universiteit van Hawaï in Manoa.

## Namen voor het bekken van het CPHC
In het bekken van de centrale Grote Oceaan maakt het CPHC gebruik van traditionele, Hawaïaanse namen voor het benoemen van tropische cyclonen. Als een tropische depressie in het bekken promoveert tot tropische storm en een naam nodig heeft krijgt het een Hawaïaanse naam. Ook als die een depressie is, die uit een ander bekken komt ( een -W of een -E in plaats van een -C achter het nummer draagt). Heeft een cycloon al een naam uit een ander bekken, dan blijft hij deze naam behouden, ook al neemt het CPHC de verantwoordelijkheid ten aanzien van de waarschuwingen en voorspellingen van dat systeem over. Ook als een tropische cycloon met een Hawaïaanse naam een ander bekken binnentreedt, wordt hij niet omgedoopt. Wel zullen tropische cyclonen, die van het bekken van de centrale Grote Oceaan verlaten als orkaan, het bekken van de westelijke Grote Oceaan binnentreden als tyfoon en vice versa.
Er zijn vier lijsten met namen voor het bekken van centrale Grote Oceaan. Deze worden continu gebruikt en niet onderbroken door de kalender. Men neemt altijd de volgende naam op de lijst en men begint niet op 1 januari aan een nieuwe lijst. Als de laatste naam van lijst IV is gebruikt is de eerste naam van lijst I weer aan de beurt. Dit komt, omdat in sommige jaren geen enkele tropische depressie in dit bekken weet te promoveren tot tropische storm. Dit wil overigens niet zeggen, dat er geen orkanen of majeure orkanen in dit bekken kunnen voorkomen: Orkaan Iniki uit 1992 was van de vierde categorie en de recente orkaan Ioke bereikte de vijfde categorie.
| Lijst I | Lijst II | Lijst III | Lijst IV |
| ------- | -------- | --------- | -------- |
| Akoni   | Aka      | Alika     | Ana      |
| Ema     | Ekeka    | Ele       | Ela      |
| Hana    | Hali     | Huko      | Halola   |
| Io      | Iolana   | Ioke      | Iune     |
| Keli    | Keoni    | Kika      | Kimo     |
| Lala    | Li       | Lana      | Loke     |
| Moke    | Mele     | Maka      | Malia    |
| Nele    | Nona     | Neki      | Niala    |
| Oka     | Oliwa    | Oleka     | Oko      |
| Peke    | Paka     | Peni      | Pali     |
| Uleki   | Upana    | Ulia      | Ulika    |
| Wila    | Wene     | Wali      | Walaka   |